# Nastri d'argento 2025
L'80ª edizione dei Nastri d'argento si è svolta il 16 giugno 2025 presso il MAXXI - Museo nazionale delle arti del XXI secolo di Roma. Le candidature sono state annunciate il 29 maggio 2025.
I Corti d'argento si sono tenuti il 14 aprile 2025 presso il cinema Caravaggio di Roma.

## Vincitori e candidati
I vincitori saranno indicati in grassetto, a seguire gli altri candidati.

### Miglior film
- Il tempo che ci vuole, regia di Francesca Comencini
- Berlinguer - La grande ambizione, regia di Andrea Segre
- Fuori, regia di Mario Martone
- Le assaggiatrici, regia di Silvio Soldini
- Napoli - New York, regia di Gabriele Salvatores
- Parthenope, regia di Paolo Sorrentino
- Vermiglio, regia di Maura Delpero

### Miglior regista
- Gabriele Mainetti – La città proibita
- Pupi Avati – L'orto americano
- Francesca Comencini – Il tempo che ci vuole
- Francesco Costabile – Familia
- Maura Delpero – Vermiglio
- Mario Martone – Fuori
- Paolo Sorrentino – Parthenope

### Miglior regista esordiente
- Greta Scarano – La vita da grandi
- Umberto Contarello – L'infinito
- Giovanni Esposito – Nero
- Tommaso Iannoni – Il sogno dei pastori
- Edgardo Pistone – Ciao bambina
- Mimmo Verdesca – Per il mio bene
- Luca Zingaretti – La casa degli sguardi

### Miglior commedia
- Follemente, regia di Paolo Genovese
- Cortina Express, regia di Eros Puglielli
- Diva Futura, regia di Giulia Louise Steigerwalt
- La storia del Frank e della Nina, regia di Paola Randi
- U.S. Palmese, regia dei Manetti Bros.

### Miglior soggetto
- Enrico Audenino e Valerio Mastandrea – Nonostante
- Enrico Maria Artale – El paraíso
- Claudio Giovannesi e Maurizio Braucci – Hey Joe
- Ivano De Matteo – Una figlia
- Alessandro Cassigoli – Vittoria

### Miglior sceneggiatura
- Francesca Comencini – Il tempo che ci vuole
- Gianni Amelio e Alberto Taraglio – Campo di battaglia
- Mario Martone e Ippolita Di Majo – Fuori
- Roberto Andò, Ugo Chiti e Massimo Gaudioso – L'abbaglio
- Paolo Sorrentino – Parthenope

### Miglior attore protagonista
- Fabrizio Gifuni – Il tempo che ci vuole
- Elio Germano – Berlinguer - La grande ambizione
- Claudio Santamaria – Il nibbio
- Filippo Scotti – L'orto americano
- Toni Servillo – Iddu - L'ultimo padrino

### Miglior attrice protagonista
- Valeria Golino – Fuori (ex aequo)
- Romana Maggiora Vergano – Il tempo che ci vuole (ex aequo)
- Marianna Fontana – Luce
- Martina Scrinzi – Vermiglio
- Federica Vincenti – Eterno visionario

### Miglior attore non protagonista
- Francesco Di Leva – Familia
- Roberto De Francesco – L'orto americano
- Pierfrancesco Favino – Napoli - New York
- Silvio Orlando – Parthenope
- Paolo Pierobon – Berlinguer - La grande ambizione e La vita accanto

### Miglior attrice non protagonista
- Matilda De Angelis e Elodie – Fuori (ex aequo)
- Sonia Bergamasco – Il nibbio
- Sabrina Ferilli – La città proibita
- Federica Rosellini – Campo di battaglia
- Stefania Sandrelli – Per il mio bene

### Miglior attore in un film commedia
- Yuri Tuci – La vita da grandi (ex aequo)
- Pietro Castellitto – Diva Futura (ex aequo)
- Edoardo Leo – Follemente e 30 notti con il mio ex
- Rocco Papaleo – U.S. Palmese
- Alessandro Siani e Leonardo Pieraccioni – Io e te dobbiamo parlare

### Miglior attrice in un film commedia
- Pilar Fogliati – Follemente
- Matilde Gioli – Fatti vedere
- Lucia Mascino – Una terapia di gruppo
- Micaela Ramazzotti – 30 notti con il mio ex
- Barbara Ronchi – Diva Futura

### Miglior fotografia
- Daria D'Antonio – Parthenope
- Luan Amelio – Campo di battaglia
- Cesare Bastelli – L'orto americano
- Paolo Carnera – La città proibita e Fuori
- Daniele Ciprì – Hey Joe

### Miglior scenografia
- Tonino Zera – Hey Joe
- Andrea Castorina – La città proibita
- Paola Comencini – Il tempo che ci vuole
- Carmine Guarino – Fuori e Parthenope
- Rita Rabassini – Napoli - New York

### Migliori costumi
- Massimo Cantini Parrini – Hey Joe
- Maria Rita Barbera – L'abbaglio
- Daria Calvelli – Il tempo che ci vuole
- Andrea Cavalletto – Iddu - L'ultimo padrino
- Carlo Poggioli – Parthenope

### Miglior montaggio
- Cristiano Travaglioli – Familia e Parthenope
- Francesca Calvelli e Stefano Mariotti – Il tempo che ci vuole
- Carlotta Cristiani e Giorgio Garini – Le assaggiatrici
- Francesco Di Stefano – La città proibita
- Jacopo Quadri – Berlinguer - La grande ambizione e Fuori

### Miglior sonoro in presa diretta
- Angelo Bonanni – La città proibita e Hey Joe
- Gianluca Costamagna – Familia
- Mario Iaquone e Emanuele Giunta – Una figlia
- Maricetta Lombardo – Fuori
- Umberto Montesanti – Follemente

### Miglior casting director
- Laura Lenghi e Sara Labidi – Le assaggiatrici e Il tempo che ci vuole
- Stefanella Marrama – Berlinguer - La grande ambizione
- Anna Cesareni – Familia
- Paola Di Florio e Raffaele Carpentieri – Fuori
- Francesco Venditti – Napoli - New York

### Miglior colonna sonora
- Lele Marchitelli – Parthenope
- Fabio Amurri – La città proibita
- Fabio Capogrosso – Il tempo che ci vuole
- Colapesce – Iddu - L'ultimo padrino
- Carmen Consoli – L'amore che ho

### Miglior canzone originale
- Canta ancora (Il ragazzo dai pantaloni rosa), interpretata da Arisa, testi di Arisa, musica di Arisa e Giuseppe Barbera
- E sì arrivata pure tu (Parthenope), musica, testi e interpretazione di Valerio Piccolo
- Follemente (Follemente), musica, testi e interpretazione di Levante
- La malvagità (Iddu - L'ultimo padrino), musica, testi e interpretazione di Colapesce
- L'avresti detto mai (30 notti con il mio ex), interpretata da Malika Ayane, testi di Malika Ayane e Pacifico, musiche di Malika Ayane, Andrea Bonomo e Luigi De Crescenzo

### Premi speciali

#### Nastro d'argento dell'anno
- Diamanti, regia di Ferzan Özpetek

#### Nastro d'argento alla carriera
- Cristina Comencini e Marco Tullio Giordana[6]

#### Nastro d'argento speciale
- Luca Zingaretti - La casa degli sguardi

#### Nastro d'argento menzione speciale
- Anne Riitta Ciccone - Gli immortali

#### Premio Guglielmo Biraghi
- Celeste Dalla Porta - Parthenope
- Francesco Gheghi - Familia

#### Premio Fondazione Claudio Nobis
- Gianmarco Franchini - La casa degli sguardi

#### Premio Nino Manfredi
- Barbara Ronchi

#### Premio Graziella Bonacchi
- Rachele Potrich - Vermiglio

#### Premio Nuovo Imaie
- Ludovica Nasti - La storia del Frank e della Nina
- Samuele Carrino - Il ragazzo dai pantaloni rosa

#### Nastro d'argento SIAE per la sceneggiatura
- Andrea Segre e Marco Pettenello - Berlinguer - La grande ambizione

#### Premio BNL BNP Paribas
- Familia, regia di Francesco Costabile

## Corti d'argento
Le candidature sono state annunciate il 9 aprile 2024. I vincitori sono indicati in grassetto, a seguire gli altri candidati.

### Finzione
- Marcello di Maurizio Lombardi
- La confessione di Nicola Sorcinelli
- Majoneze di Giulia Grandinetti
- Mignolo di Gianluca Granocchia
- Pinocchio reborn di Matteo Cirillo

### Animazione
- Playing God di Matteo Burani
- Dagon di Paolo Gaudio
- Dark globe di Donato Sansone
- Nè una nè due di Lucia Catalini
- Supersilly di Veronica Martiradonna

### Premi speciali

#### Premio speciale
- Mercato libero di Giuseppe Cacace per l’attenzione a temi del sociale della vulnerabilità degli anziani

#### Miglior opera prima
- La buona condotta di Francesco Gheghi

#### Migliore commedia
- Un lavoretto facile facile di Giovanni Boscolo

#### Nastro speciale esordio alla regia
- Sorveglianze di Guido Pontecorvo

#### Nastro speciale all'interpretazione
- Vincenzo Nemolato per Sharing is caring

#### Nastro speciale per la sperimentazione
- The Eggregores’ Theory di Andrea Gatopoulo

#### Nastro speciale per la qualità della regia e la sensibilità dello stile narrativo
- A domani di Emanuele Vicorito